# Radio pirata
Per radio pirata si intende un'emittente radiofonica che trasmette illegalmente.

## Significato

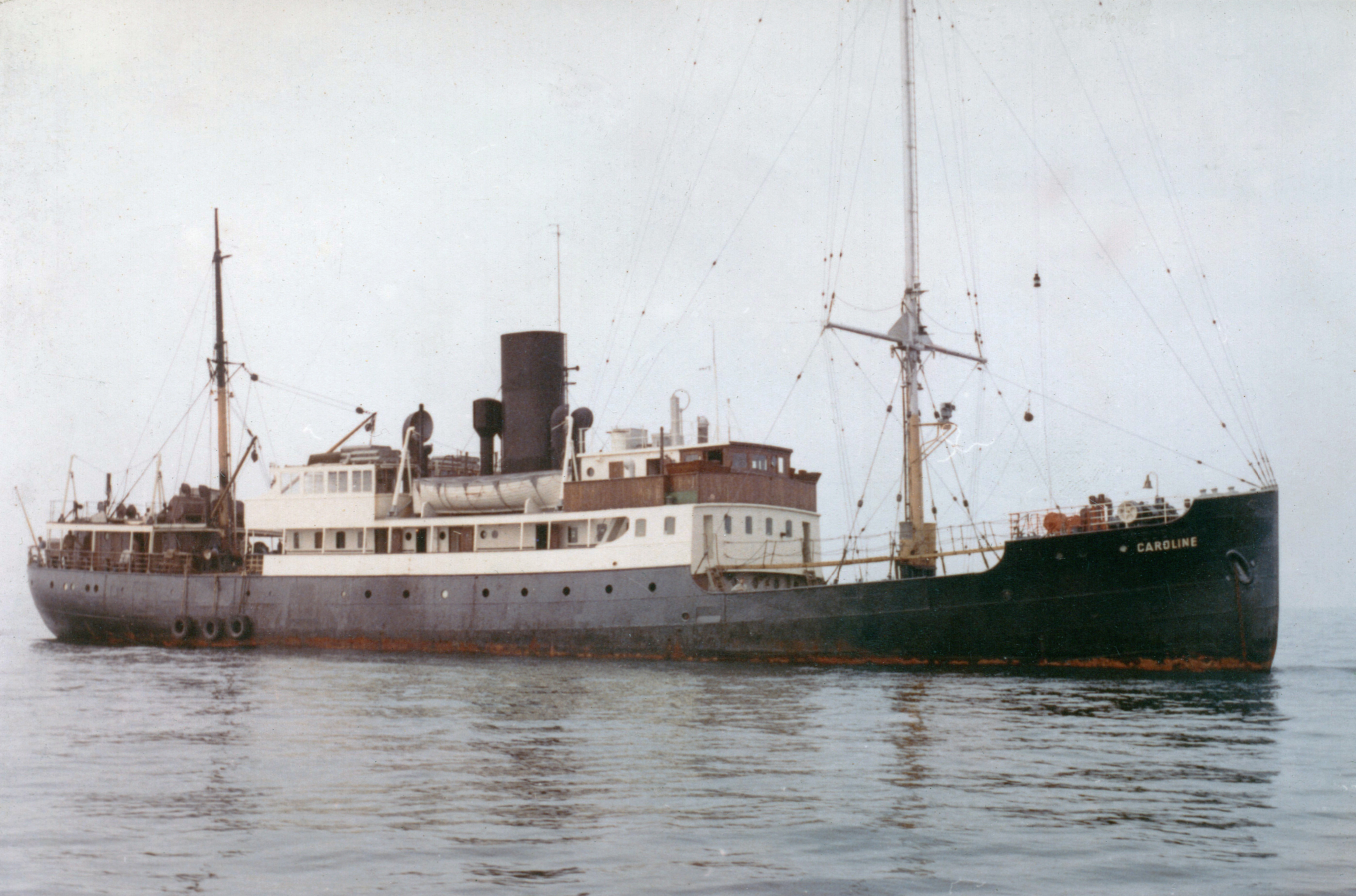
La motonave da dove nel 1965 trasmetteva la britannica Radio Caroline

L'etimologia del termine evidenzia la natura illecita delle trasmissioni, ma storicamente non mancano casi in cui quello delle radio pirata installate su alcuni vascelli, e si è sviluppato come un fenomeno privo di connotazioni negative.
Il termine si riferisce solitamente a trasmissioni radiofoniche utilizzate illegalmente per intrattenere o come mezzo di propaganda politica, ma può anche riferirsi alle operazioni di ricetrasmissione, non consentite dalla legge. In realtà la legislazione radiofonica è molto varia da stato a stato. Negli USA e in molti paesi dell'Europa il termine "radio pirata" descrive la trasmissione illecita secondo tecnologia FM radio, AM radio o dei segnali a onde corte ad ampio raggio.

## Le radio pirata

### Nel Regno Unito
In Gran Bretagna negli anni '60 nacquero diverse radio pirata installate su navi fuori dalle acque territoriali, che violavano il monopolio della BBC; le più famose Radio Caroline nata nel 1964 e Radio London.
Furono un mezzo radiofonico popolare e duraturo dagli anni '60, e di nuovo negli anni '80 e '90, nonostante l'espansione delle trasmissioni su licenza e l'avvento sia della radio digitale che della radio Internet.
Dopo essere passati dalla trasmissione dalle navi in mare alle città del Regno Unito, nel 2009 l'Autorità di regolamentazione delle trasmissioni del Regno Unito ha stimato che più di 150 stazioni radio pirata fossero ancora operative.

### In Italia
All'inizio degli anni '70 le prime radio pirata iniziarono a trasmettere prima in onde corte, poi in FM. Il primo caso di pirateria radiofonica in Italia fu Radio Sicilia Libera che iniziò le sue trasmissioni in onde medie il 24 marzo 1970 per sole ventiquattro ore (prima dell'arrivo dei Carabinieri) nella zona terremotata della valle del Belice. Queste radio libere erano illegali, per il monopolio di Radio Rai, fino a quando nell'aprile 1975 il pretore di Milano con una sentenza diede ragione a Radio Milano International, ma si dovette attendere una decisione della corte costituzionale nel luglio 1976 che ha deciso che ogni cittadino ha il diritto di trasmettere tramite radio in ambito locale. Le più note furono Italian Broadcasting Corporation e Radio Europe a Milano, Radio Amica a Bologna, e la toscana Radio Studio X.
Tra le emittenti broadcast pirata in Italia, viene ricordata Radio Fanfulla, famosa per il genere goliardico delle sue trasmissioni. Trasmetteva sulla frequenza di 87,700 MHz in modulazione di frequenza con la copertura dell'intera città di Milano e parte della provincia. Fondata nella seconda metà degli anni ottanta, traeva il nome dalla famosa canzone di evidente genere goliardico, narrante appunto le gesta di Fanfulla da Lodi. Le trasmissioni avvenivano dalle ore 22 fino a notte fonda ed intrattenevano gli ascoltatori con canti popolari, goliardici, a doppio senso, ecc., nonché dirette radiofoniche notturne. Radio Fanfulla cessò le trasmissioni alla metà degli anni novanta.

## Filmografia
- Il film I love Radio Rock è incentrato sulle vicende di una delle prime radio pirata: la britannica Radio Caroline.